# Iglesia de San Juan Evangelista (Urbina de Eza)
La iglesia de San Juan Evangelista es un edificio situado en el concejo español de Urbina de Eza, en la provincia de Álava.

## Descripción
El edificio se encuentra en el concejo español de Urbina de Eza, del municipio de Cuartango, perteneciente a la provincia de Álava, en la comunidad autónoma del País Vasco. Se menciona como iglesia parroquial del lugar en el decimoquinto volumen del Diccionario geográfico-estadístico-histórico de España y sus posesiones de Ultramar de Pascual Madoz, donde aparece descrita con las siguientes palabras: «igl. parr. (San Juan Bautista) servida por un beneficiado». En el tomo de la Geografía general del País Vasco-Navarro dedicado a Álava y escrito por Vicente Vera y López, se dice lo siguiente: «Su parroquia, dedicada á San Juan Bautista, es parroquia de categoría rural de segunda clase, perteneciente al arciprestazgo de Cuartango».